# Genkopplung
Unter Genkopplung versteht man in der (klassischen) Genetik, dass gemeinsam vererbte körperliche Merkmale eng aneinander gebunden sind, weil die sie codierenden Gene auf ein und demselben Chromosom liegen. Nicht nur die Merkmale sind im Erbgang verbunden, sondern auch ihre Gene, die eine „Kopplungsgruppe“ bilden. Ein im Mikroskop sichtbares Chromosom ist die Darstellung einer genetisch funktionalen Einheit, die (in der Regel) weder in der Mitose noch in der Meiose aufgeteilt wird. Deswegen werden gekoppelte Gene nicht unabhängig voneinander vererbt.
Ein Beispiel für Genkopplung sind die Gene, die für die Selbstinkompatibilität bei Pflanzen zuständig sind.

## Kopplungsgruppen
Mit Methoden der klassischen Genetik wird von (körperlichen) Merkmalen auf ursächliche Gene geschlossen. Das Gen selbst ist im Mikroskop nicht unmittelbar zu erkennen. Doch vom Phänotyp eines Organismus ist eine Genkopplung abzulesen. Sie tritt in Erscheinung, wenn elterliche Merkmale erneut zusammen in den Nachkommen vorkommen: Die verbundenen Merkmale –A––B– sowie –a––b– der Eltern erscheinen so kombiniert (–A––B– | –a––b–) auch in der ersten folgenden Generation, in der F1.
Bestimmte Gene verursachen entsprechend körperliche Merkmale. Deswegen zeigen verbundene Merkmale die Kopplung ihrer Gene, welche in ein und demselben Chromosom liegen.
Homologe Chromosomen enthalten in der gleichen Reihenfolge die gleichen Gene, welche allerdings als Allele vorliegen können. Die Gene der homologen Chromosomen eines Diplonten gehören demnach zu derselben Kopplungsgruppe (–A––B– | –a––b–). Deswegen ist die Zahl der Kopplungsgruppen mit der Zahl der Chromosomen eines einfachen (haploiden) Chromosomensatzes identisch. Beim Menschen sind es 1n = 23 Chromosomen, welche 23 Kopplungsgruppen bilden.
Die frühen Genetiker spürten mittels phänotypischer Kopplung (lediglich) einzelne Gene auf. Die DNA-Sequenzierung ganzer Genome erlaubt, die genetischen Kopplungsgruppen zu vervollständigen. Wenn das menschliche Genom etwa 20.000 Gene besitzt, die Proteine codieren, dann enthält ein mittleres Chromosom 670 solcher Gene.

## Rekombination
Vor der Teilung eines Zellkerns bietet sich in den verdoppelten (reduplizierten) Chromosomen die Möglichkeit, Gen-Gruppen aus einer Chromatide zu lösen und wechselseitig (reziprok) mit homologen Gengruppen (Allelen) einer homologen Chromatide auszutauschen. Dieses molekulare Geschehen heißt Crossing-over, das unter dem Mikroskop als Überkreuzung (Chiasma) der betreffenden Chromosomen erscheint.
Das Crossing-over bricht also in Eukaryoten die alte Genkopplung, indem es Gene beziehungsweise Gengruppen reziprok umordnet. Solche Rekombinationen ereignen sich in meiotischen, aber auch in mitotischen Zellkernen.

### Meiotisches Crossing-over
Hier geht es um die vier homologen Chromatiden, die in der ersten Prophase der Meiose ein Synaptonemaler Komplex zu einer Tetrade verbindet. Sie ist die viersträngige Struktur eines Chromosomenpaares, weil die Meiose erst in einem Zellkern beginnt, der einen 4C DNA-Gehalt besitzt. Im Zygotän, spätestens im Pachytän, kommt es zu Crossing-over zwischen den Nicht-Schwesterchromatiden einer (jeden) Tetrade, wodurch Teile mütterlicher und väterlicher Chromatiden ausgetauscht werden. In den einfachen Fällen ereignet sich jeweils ein Crossing-over, das die elterlichen Allele neu aneinanderreiht. So entstehen reziprok neue Kopplungsgruppen. Die homologen Chromosomen, die sich nach Crossing-over in der ersten meiotischen Anaphase trennen, sind genetisch verschieden zu den mütterlichen und väterlichen Chromatiden. Geschieht das Crossing-over zwischen den gekoppelten Genen der Merkmale –A–/–B– sowie –a–/–b–, dann erscheinen nach genügend Kreuzungen neben –A––B– und –a––b– in manchen Nachkommen auch rekombinante Neuerungen, nämlich –A––b– und –a––B–. Je näher zwei Gene allerdings in ihrem Chromosom beieinander liegen, desto seltener werden sie getrennt. Die Wahrscheinlichkeit zu rekombinieren verhält sich proportional zur Entfernung der Gene zueinander.
Außerdem ist Crossing-over wichtig für die genaue Teilung eines 4C-Chromosomenpaares in der ersten Anaphase der Meiose. Denn es darf nicht übersehen werden, dass in der ersten meiotischen Anaphase die Zentromere nicht spalten, sodass ihre jeweiligen Schwesterchromatiden zusammenhängend verteilt werden. Ob nun mütterliche oder väterliche Zentromere zu einem der beiden Pole wandern, ist dem Zufall überlassen. So kommt es beim Menschen mit 23 Bivalenten nur ein einziges Mal in 2²² = 4.194.304 Fällen vor, dass alle mütterlichen zum selben Pol und die väterlichen zum anderen Pol wandern. Diese zufälligen Verteilungen der neu kombinierten Chromosomen ist nach den Ereignissen des Crossing-over die zweite Art genetischer Rekombination, welche die Meiose leistet. So ist die natürliche Rekombination der Schlüsselprozess für die Züchtung von Pflanzen und Tieren (– ohne Gentechnik).
- Hinweis: Manche Arten verzichten in einem Geschlecht auf die meiotische Rekombination: Mikroskopisch sind keine Überkreuzungen der Chromosomen zu finden. Beispielhaft für achiasmatische Meiosen sind die männlichen Taufliegen.[9]

### Genkartierung
Sobald man wusste, die Gene befinden sich in den Chromosomen, war es naheliegend zu fragen: In welcher Reihenfolge und in welchem Verhältnis sind sie dort zu finden? Für Antworten auf solche Fragen sind mindestens drei Merkmale bezw. ihre Gene ins Kalkül zu ziehen. Dies geschieht mit einer Kopplungsanalyse: Eine klassische Genkarte erfordert, meiotische Austauschraten einer Kopplungsgruppe zu bestimmen und auf einer Geraden in relativen Abständen einzutragen.
Werden zwei Gene in einem Fall pro 100 Meiosen getrennt, so hat man definiert, besitzen sie einen Abstand von einem centiMorgan (cM). Beim Menschen entspricht ein 1 cM etwa 1 Mb (Million Basenpaaren). Das kann jedoch stark variieren.
Eine „Faktorenkarte“ von Drosophila melanogaster zeigte Curt Stern 1933.

### Mitotisches Crossing-over
Allel-Austausch ist nicht auf die Meiose beschränkt; Crossing-over kann auch in der mitotischen Verteilung der Chromosomen passieren. Dies war bereits Curt Stern bekannt, der dazu viele Versuche anstellte. Das Ergebnis registrierte er an Gewebe-Flecken, die er als Mosaike verstand. Solche Veränderungen des somatischen Karyotyps wirken sich (selbstverständlich) nicht auf den Erbgang aus. RNA-Synthese (Transkription) aktiver Gene begünstigt die mitotische Rekombination.
Ein Forscher-Duo aus Kopenhagen und New York verfolgte einzelne Ereignisse homologer Rekombination in lebenden somatischen Zellen in Echtzeit. Sie untersuchten nicht nur die beteiligten DNA-Sequenzen, sondern auch die an der Rekombination beteiligten Proteine. Mitotische Rekombinationen bezwecken nicht so sehr Genome zu variieren, sondern Gendefekte zu reparieren.
Obwohl Parallelen zwischen mitotischer und meiotischer Rekombination bekannt sind, erledigen sie verschiedene Aufgaben. Die Meiose braucht Crossing-over, um gekoppelte Allele zu variieren und um gleichwertige Verteilung der Chromosomen (in der Anaphase) zu gewährleisten. In der Mitose geht es vor allem um Reparatur von DNA-Schäden, wozu Crossing-over nicht unbedingt erforderlich sei,

## Neue Kopplung
Es gibt Häufungspunkte (hot spots) für Crossing-over, sodass bestimmte Gene häufiger gemeinsam vererbt werden, als es statistisch der Fall wäre. Einfache Wiederholungen (simple repeats) in der DNA-Sequenz fördern die (meiotische) Rekombination. Dieser Idee ist man auch in der Viren-Genetik nachgegangen.

## Keine Kopplung
Gene in verschiedenen Chromosomen sind nicht aneinander gebunden, sie sind nicht gekoppelt. Wegen ihrer Unabhängigkeit werden sie nach der dritten Mendel-Regel vererbt.